# الكنيسة الكاثوليكية في تبريز
الكنيسة الكاثوليكية في تبريز هي كنيسة تنتمي إلى  الكنيسة الرومانية الكاثوليكية في إيران. تم بنائها في عام 1912 وتقع في تبريز. يبلغ ارتفاع الكنيسة المبنية بواجهة من الطوب 30 متراً وعرضها 15 متراً  وأيضًا تحتوي على  برج الناقوس الواقع في ساحتها الصغيرة.